# Mega Man 8
Mega Man 8, i Japan känt som Rockman 8, är ett TV-spel tillverkat av Capcom. Spelet är det åttonde i den ursprungliga Mega Man-serien, och släpptes i Japan till Playstation den 17 december 1996. Året därpå släpptes spelet till Sega Saturn. Spelet var det första Mega Man-spelet att släppas till en 32-bitarskonsol.

## Handling
Dr. Wily upptäcker delarna av en främmande robot, som kommit från rymden. Då han noterar en kraftfull energikälla tänker han använda den till att erövra världen med en armé av okrossbara ledarrobotar.

### Fotnoter
1. ↑  ”Mega Man 8” (på engelska). Mobygames. 12 mars 1996. http://www.mobygames.com/game/mega-man-8-anniversary-edition. Läst 15 juni 2014.

;